# Govindan Lakshmanan
Govindan Lakshmanan (* 5. Juni 1990 in Sokkurani, Tamil Nadu) ist ein indischer Leichtathlet, der im Langstreckenlauf antritt.

## Sportliche Laufbahn
Erste internationale Erfahrungen sammelte Govindan Lakshmanan 2013 bei den Asienmeisterschaften in Pune, bei denen er über 5000 und 10.000 Meter jeweils den vierten Platz belegte. Zwei Jahre später nahm er an den Crosslauf-Weltmeisterschaften 2015 in Guiyang teil und wurde dort 74. Anschließend gewann er bei den Asienmeisterschaften in Wuhan über 10.000 Meter Silbermedaille hinter dem Bahrainer El Hassan el-Abbassi. Zudem gewann er in 13:36,62 min die Bronzemedaille über 5000 Meter. Bei den Militärweltspielen im südkoreanischen Mungyeong wurde er in 13:45,85 min Sechster über dieselbe Distanz. Wieder zwei Jahre darauf feierte er bei den Asienmeisterschaften im heimischen Bhubaneswar einen Doppelsieg über 5000 und 10.000 Meter. Er erhielt damit für beide Distanzen ein Freilos für die Weltmeisterschaften in London, bei denen aber nur über 5000 Meter an den Start ging. Mit 13:35,85 min schied er in der ersten Runde aus. Anfang September gewann er auch bei den Asian Indoor & Martial Arts Games in Aşgabat in 8:02,30 min die Goldmedaille.
Im Jahr darauf nahm er erstmals an den Asienspielen in Jakarta teil und belegte dort in 14:17,09 min den sechsten Platz. Zudem wurde er im 10.000-Meter-Lauf disqualifiziert. 2024 wurde er wegen eines Dopingvergehens für zwei Jahre gesperrt.
2013 wurde Lakshaman Indischer Meister im 5000-Meter-Lauf. Sein Adoptivvater S. Loganathan war selbst auch als Leichtathlet aktiv, wie auch seine Adoptivschwester Suriya Loganathan.

## Persönliche Bestzeiten
- 3000 Meter: 8:07,4 min, 24. April 2016 in Neu-Delhi
  - 3000 Meter (Halle): 8:02,30 min, 19. September 2017 in Aşgabat
- 5000 Meter: 13:35,69 min, 9. August 2017 in London
- 10.000 Meter: 29:13,50 min, 12. Februar 2015 in Thiruvananthapuram